# Paul Racle
Paul Racle (* 11. Juli 1932 in Zürich, gest. am 1. April 2019 in Windisch) war ein Schweizer bildender Künstler und Maler.

## Leben
Das Werk von Paul Racle ist dem Surrealismus zuzuordnen. Darüber hinaus sind Einflüsse des Phantastischen Realismus bzw. der Wiener Schule des Phantastischen Realismus erkennbar. Neben seinem malerischen Werk gestaltet er auch Grafiken und Skulpturen. Im Vergleich zu anderen Surrealisten der 1920er wie Salvador Dalí und Yves Tanguy steht im Werk von Paul Racle ab Mitte der 1960er Jahre neben Träumen und Visionen auch die Verschmelzung von Kreatürlich-Organischem mit Technisch-Mechanischem im Vordergrund – ein Thema, für welches auch HR Giger bekannt ist.
Paul Racle war in erster Ehe mit der Künstlerin Barbara Racle-Favé verheiratet. Die gemeinsame Tochter Jacqueline Racle-Bühler ist ebenfalls Künstlerin. Von 1963 bis zu ihrem Tod 2005 war er mit der Künstlerin Anneliese (Lisa) Maurer liiert (Heirat 1988). Racle lebte und arbeitete lange in Bellikon.

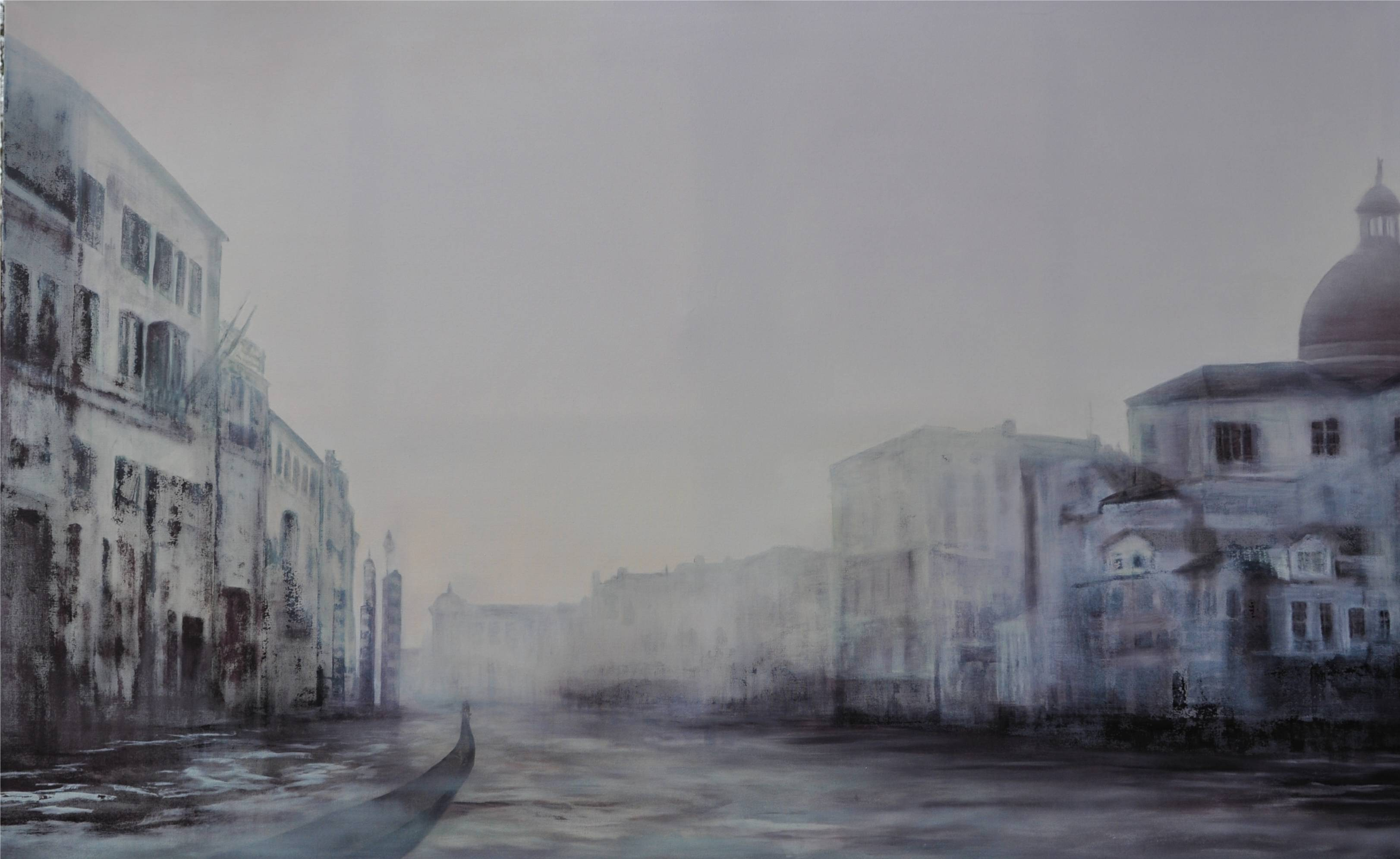
Canal grande